# Vivian Zahl Olsen
Vivian Zahl Olsen (født 24. januar 1942 i Asker) er en norsk tegner, grafiker og illustrator.
Hun er uddannet ved Statens håndverks- og kunstindustriskole. Hun har illustreret en række skolebøger, fortællinger og billedbøger, bl.a. Flode alene af Trond Viggo Torgersen og Fru Pigalopp af Bjørn Rønningen. Hun har også tegnet for et stort antal serier til børne-tv og lavet dekorationer og animationsfilm. I en årrække stod hun for illustrationerne i Framtiden i våre henders medlemsblad Ny livsstil.
Vivian Zahl Olsen har modtaget flere priser både i Norge og i udlandet, bl.a. Kulturdepartementets priser for barne- og ungdomslitteratur 1974 og 1981, Jacobprisen i 1980 og Cappelenprisen i 1981.